# Петровка (Ферзиковский район)
Петро́вка — деревня в Ферзиковском районе Калужской области России. Входит в состав сельского поселения «Село Ферзиково».

## История
В XVIII веке деревня входила в состав Ферзиковской волости Калужского уезда.
По данным на 1896 год, в деревне Петровка проживало 30 мужчин и 35 женщин, то есть всего проживало 65 человек. Расстояние от города до деревни составляло 31 версту (около 33,07 км).
В Списке населённых пунктов Калужской губернии 1914 года деревня числится с проживающими 54 мужчиной и 61 женщинами (всего 115 человек). Расстояние от деревни до губернского города составляло 33 версты (около 35,2 км).